# Седов, Константин Рафаилович
Константи́н Рафаи́лович Седо́в (26 мая 1918, Рыбинский уезд, Ярославская губерния — 19 июля 1999, Иркутск) — доктор медицинских наук, профессор, заведующий кафедрой госпитальной терапии Иркутского государственного медицинского института, действительный член АМН СССР, лауреат Государственной премии СССР, участник Великой Отечественной войны.

## Биография
Родился 26 мая 1918 года в селе Иваново Рыбинского уезда в многодетной крестьянской семье. Отец умер рано, из восемнадцати детей выросло восемь. Константин хорошо учился в школе, в 1932 году вступил в комсомол. Увлекался астрономией и думал дальнейшую жизнь связать с ней. Но в село приехал полковник, подбиравший кандидатов для обучения в военно-медицинской академии, и после беседы с ним Седов по линии военкомата поехал в Ленинград, где успешно сдал экзамены в Военно-медицинскую академию при конкурсе 17 человек на место.
Отлично учился, был удостоен Сталинской стипендии, занимался исследовательской работой на кафедре физиологии под руководством академика Леона Абгаровича Орбели, опубликовал две научные статьи. Был приглашён в адъюнктуру. Одновременно продолжалось увлечение астрономией, Седов посещал обсерваторию, где работал и учился под руководством известного астронома Морозова. Константин даже написал исследовательскую работу на тему «Светящаяся туманность в созвездии Лира». Однако необходимо было выбирать, и Седов остановился на медицине. Академию он окончил с отличием в 1941 году, но начавшаяся Великая Отечественная война отложила получение диплома на 4 года.

### Военная служба
С 24 июня 1941 года в рядах Красной армии, сначала направлен в Новоград-Волынский укрепрайон, где были замечены его организаторские способности в медицинском и хозяйственном обеспечении, после чего он получил должность старшего врача 786-го отдельного стрелкового батальона, затем 722-го стрелкового полка 206-й стрелковой дивизии и воинской группы полковника Орлова. В мае 1942 года попал в плен. Был врачом в лагере для военнопленных в Харькове на Холодной горе до февраля 1943 года. Участвовал в подпольном сопротивлении, вывозя некоторых раненых с территории лагеря под видом мертвых. Продолжал в меру возможностей свои научные изыскания, собирая материал о случаях алиментарной дистрофии у военнопленных, которых насчитал 2247. 16 февраля 1943 года подпольная организация в лагере начала восстание, заключённые захватили лагерь и вскоре соединились с наступавшими частями Красной Армии. Седов сначала занимался вопросами эвакуации военнопленных по железной дороге до Белгорода, затем вновь оказался в действующей армии.
Осенью 1943 года Седов принимал участие в научной конференции врачей 69-й армии в Харькове, где сделал большой доклад о работе медиков в харьковском подполье. В дальнейшем служил начальником терапевтического отделения госпиталя легкораненых № 5290 69-й армии и начальником терапевтического отделения полевого госпиталя № 1158 1-й танковой армии, принимая участие в боях на Юго-Западном, 1-м Украинском, 4-м Украинском и 1-м Белорусском фронтах. День Победы он встретил в Берлине, в дальнейшем служил в Дрездене. Был уволен в запас в 1946 году в звании подполковника медицинской службы.

### Послевоенная работа
В качестве трофеев Седов привез выменянные на продукты жесткий гастроскоп, ректоскоп, бронхоскоп и отоскоп фирмы «WOLF». Такой набор инструментов позволял ему проводить уникальные для СССР клинические и научные исследования. Он впервые интратрахеально лечил нагноительные заболевания легких через бронхоскоп. Гастроскопом обследовал больных с желудочными патологиями, а все виденное оформлял рисунками, создав первый в СССР атлас эндоскопической картины слизистой желудка для различных патологий. Он же определил существующую процедуру гастроскопии, определив показания и противопоказания для её применения. Накопленный материал позволил Константину Седову в 1948 году успешно защитить кандидатскую диссертацию на тему «Гастроскопическая характеристика хронического гастрита», которую он написал фактически без научного руководителя.
В 1947 года К. Р. Седов был назначен заведующим амбулаторией объекта № 15 Министерства связи — сверхмощного радиовещательного центра в Куйбышеве. Он обнаружил, что мощные радиочастоты пагубны для здоровья обслуживающего персонала центра, и люди нуждаются в особых условиях труда. Это не понравилось начальству, и Седову пришлось сменить место работы. С 1949 Константин Рафаилович был заведующим терапевтическим отделением небольшой провинциальной Ставропольской больницы (ныне в Тольятти). В 1950-м году началось строительство Волжской ГЭС имени В. И. Ленина, 22 октября 1952 г. была создана больница объединения «Куйбышевгидрострой» с терапевтическим и хирургическим отделениями на 40 коек каждое, инфекционным на 80 коек и поликлиникой на 1000 посетителей. В 1955 году Константин Седов возглавил эту больницу. На этом посту он провёл массовое обследование 12 тысяч человек, измерив уровень артериального давления и организовав диспансерное наблюдение выявленных больных.
Заведующий горздравотделом г. Ставрополя Слесаренко дал следующую характеристику К. Р. Седову: 

«…Он пользовался большим авторитетом среди населения и медицинских работников больницы г. Ставрополя и района. С первых дней работы в больнице проявил много усердия в деле внедрения новых современных методов обследования и лечения больных… К. Р. Седов показал себя энергичным, талантливым организатором, вдумчивым хозяйственником, заботливым учителем, умело сочетающим административную работу с научной деятельностью. Высококвалифицированный терапевт, умело применял все новые достижения медицины в своей повседневной практической работе. Прекрасно владел такими методами исследования, как гастроскопия, бронхография, ЭКГ, баллистокардиография, векторкардиография и др.

Товарищ Седов передает свои знания врачам, прививает интерес к научной работе у сотрудников и руководит их исследовательской деятельностью. Является бессменным председателем научно-медицинского общества г. Ставрополя, председателем медицинской секции Ставропольского отделения Всесоюзного общества по распространению научных и политических знаний и главным терапевтом Ставропольского района»

### Работа в Сибири
Работа и исследования (к этому времени он имел более 30 печатных работ) Седова были оценены, и в 1958 году в министерстве здравоохранения РСФСР ему предложили работу в Иркутском государственном медицинском институте. В том же году он был избран на должность заведующего кафедрой госпитальной терапии в институте.
В 1960 году Седову было присвоено звание доцента. Помимо педагогической, он занимался и научной деятельностью: исследовал профессиональные патологии на предприятиях Иркутской области. Впервые в мире описал пневмокониозы от слюдяной и мраморной пыли. Итогом этой работы явился выход в свет фундаментального труда «Слюдяной пневмокониоз».
Изучал токсическое действие на человека соединений таллия, формальдегидных смол, вопросы профессиональной патологии при производстве каустической соды и хлора, вибрационной болезни рубщиков леса и многие другие.
Другие его научные изыскания стали сначала основой для докторской диссертации «Эпидемиология и патология коронарного атеросклероза в Иркутской области», которую Седов защитил в 1967 году в учёном совете АМН СССР, а затем для монографий «Кальциноз аорты и коронарных сосудов» (в соавторстве) и «Коронарный атеросклероз и ишемическая болезнь сердца в Западном Прибайкалье». В ходе этой работы он изучил данные более 20 тысяч пациентов и 4000 аутопсий.
Обширные комплексные исследования Седовым населения Сибири и Иркутской области по изучению эпидемиологии хронических неспецифических заболеваний позволили собрать обширную информацию о распространенности и особенностях клинического течения ишемической болезни сердца, коронарного атеросклероза, ревматизма, инфектартрита, хронических неспецифических заболеваний легких, сахарного диабета, язвенной болезни и других. Многие научно-методические принципы этих исследований в дальнейшем вошли в единые общегосударственные программы.
28 февраля 1968 года К. Р. Седову было присвоено звание профессора. В 1974 году Седов был избран членом-корреспондентом, в 1980 — действительным членом АМН СССР. Был одним из организаторов Сибирского филиала Академии медицинских наук, являлся заместителем председателя Президиума Сибирского отделения АМН СССР.
В апреле 1986 Седов был избран на должность директора НИИ медицинских проблем Севера Сибирского отделения РАМН (Красноярск). В этот период область его научных интересов распространилась на биохимию клеток, мембран, взаимосвязи микроэлементов внешней среды и организма, физиологию и патологию периферической крови. Им издана монография «Метод электронного парамагнитного резонанса в клинике внутренних болезней».
В 1990 году, поскользнувшись, Константин Рафаилович сломал шейку бедра и был вынужден пользоваться костылями, однако он продолжал активно работать, ездить по стране в многочисленных командировках, выступая на различных конференциях и съездах. В июле 1992 он оставил пост директора, став советником при дирекции Института медицинских проблем Севера, с 1998 — советником при дирекции ВСНЦ СО РАМН в Иркутске.
Скончался 19 июля 1999 года, похоронен на Радищевском кладбище Иркутска.

## Деятельность
Седов стал основоположником школы профпатологов Восточной Сибири и инициатором создания специализированной терапевтической службы в Иркутской области (профпатологической, пульмонологической, кардиологической, гастроэнтерологической, аллергологической, нефрологической, токсикологической). При его участии в Иркутске появились лаборатории: ангиографии, радиоизотопная, ултразвуковая, электронного парамагнитного резонанса, иммунологическая. Это не только позволило внедрять новейшие методы лечения, но и послужило дальнейшим научным исследованиям, проводимым учениками Седова.
Занимая пост председателя координационного совета АМН СССР и Министерства здравоохранения СССР по научно-медицинским исследованиям в зоне строительства БАМ, Седов координировал работу около пятидесяти научных учреждений, занимавшихся решением медико-биологических проблем в осваиваемом регионе. Приобретённый опыт по проведению санитарно-эпидемических мероприятий, организации здравоохранения, охране здоровья населения и эффективной научной работе в районах нового экономического освоения территорий Сибири и Дальнего Востока Седов обобщил в монографии «Медико-биологические проблемы Западного участка БАМ». Кроме того был одним из разработчиков и координаторов единой государственной программы «Медико-биологические проблемы Севера и здоровья населения Сибири».
Был председателем Комитета «Врачи мира за предотвращение ядерной войны» при СО АМН СССР. Почти 30 лет являлся председателем иркутских областных терапевтического, кардиологического, эндокринологического научных обществ, был членом Президиума правления Всесоюзного и Всероссийского обществ кардиологов и терапевтов, заместителем редактора раздела «Внутренние болезни» Большой медицинской энциклопедии, членом редакционного совета журнала «Советская медицина». Избирался депутатом Красноярского краевого Совета народных депутатов.

## Педагогическая работа
Под руководством Константина Седова было защищено около 100 кандидатских и докторских диссертаций. Всего он опубликовал более 600 научных работ. Под редакцией К. Р. Седова вышли десятки сборников научных трудов.
Седов проводил большую работу по организации множества научно-практических и клинических конференций, как в городах, где сам работал (Тольятти, Иркутск, Красноярск), так и в других (Тында, Комсомольск-на-Амуре, Хабаровск). Участвовал в работе многих советских и международных конгрессов, симпозиумов, конференций.

## Семья
В 1943 году на фронте Константин Рафаилович встретил свою будущую жену Анну Николаевну Степанову, с которой в мае 1943 года сыграли фронтовую свадьбу, а после войны, 30 августа 1946 года, они официально зарегистрировались в Рыбинске.
В 1948 году у четы родился сын Сергей, в 1950 — дочь Татьяна.

## Награды, премии и звания
- Государственная премия СССР (в составе коллектива авторов за цикл работ по географической патологии и эпидемиологии сердечно-сосудистых, онкологических и нервных заболеваний) (1982)
- Орден Ленина[1];
- Орден Октябрьской Революции[1];
- Орден Отечественной войны II степени (6 апреля 1985[7]);
- Орден Трудового Красного Знамени[1];
- Орден Красной Звезды (15 апреля 1945)[8];
- медали;
- Заслуженный деятель науки Бурятской АССР (1980)[5];
- медаль Д. А. Хильдеса Канадского общества Приполярной медицины (1993)[1].

## Память
На здании Иркутской областной клинической больницы, в котором К. Р. Седов проработал около 30 лет, установлена мемориальная доска. Сейчас в здании Иркутская областная детская клиническая больница (бульвар Гагарина, 4).

## Избранная библиография
- Геохимическое окружение и проблема здоровья населения зоны БАМ. — Новосибирск, 1982.
- Коронарный атеросклероз и ишемическая болезнь сердца в Западном Прибайкалье. — Новосибирск, 1979.
- Медико-биологические проблемы западного участка БАМ. — Новосибирск, 1982.
- Метод электронного парамагнитного резонанса в клинике внутренних заболеваний. — Иркутск, 1993. (в соавторстве)

## Комментарии
1. ↑  Село Иваново находилось в 3 км к западу от центра Рыбинска[3], с 1950-х годов — в составе Рыбинска, ныне расположению села примерно соответствует микрорайон «Центральная промышленная зона»[4].